# Champart
Champart (ʃɑ̃paʁ, pl. snopowe) – podatek pobierany we Francji od średniowiecza, zniesiony przez rewolucję w 1789 roku. Opłata była uiszczana w naturze przez dzierżawców ziemi jej właścicielom, w postaci części zbioru (której zakres wahał się między 1/6 a 1/12).
Tenuta była nazywana różnie zależnie od regionu kraju: arrage, gerbage, parcière, tasque i terrage. U progu ery nowożytnej zaczęto zastępować champart rentą płaconą w pieniądzu.